# 가설
가설(假說, 영어: hypothesis)은 현실적 조건에서는 증명하거나 검증하기 어려운 사물, 현상의 원인 또는 합법칙성에 관하여 예측하는 이론이다.
과학적 자료들에 근거하여 논리적으로 유추하여 설정한 것이므로 개연성을 떠나 아무런 과학적 근거도 없이 자의적으로 꾸며내는 억측과는 구별된다. 그 예측이 옳다는 것이 논리적으로 그리고 실험적으로 증명될 때에는 확고한 정설로, 과학적 학설로 된다.
가설은 사람들이 자연과 사회에 대한 지식을 확대발전시키는 데에서 중요한 역할을 한다. 천문학에서 이룩한 새로운 행성들의 발견이나 물리학에서 이룩한 원자와 핵의 구조의 해명, 여러 가지 입자들의 발견들은 모두 다 가설의 설정과 그 증명에 의해서 이루어진 것들이다.
가설은 주로 귀납적 추리를 통하여 이미 알려진·개별적 자료들을 대비 · 유추하고 일반화한 데 기초하여 설정된다. 그리고 그것은 주로 연역적 추리를 통하여 가설로부터 끌어낸 논리적 귀결이 현실과 부합되는가 하는 것이 검증됨으로써 진리로 확증된다. 물론 가설은 어디까지나 예측이며 가정이므로 그후의 오랜 기간의 수많은 이론적 사유와 실험적 검토를 통하여 논리적으로 반박되고 정설로 확정되지 못할 수도 있다. 이때에는 그 가설 대신에 다른 새로운 가설이 설정되고 검증되는 과정을 통하여 진리의 발견으로 나아가게 된다.

## 같이 보기
- 학습
- 논리학
- 과학적 방법

## 참고 자료
- 본 문서에는 조선민주주의인민공화국에서 카피레프트로 공개한 백과사전인 철학사전의 내용을 기초로 작성된 내용이 포함되어 있습니다.